# شینا (واژه)
شینا (انگلیسی: Shina) نامی به زبان ژاپنی عمدتاً باستانی برای نامیدن کشور چین است. این کلمه در اصل به‌طور خنثی در هر دو زبان چینی و ژاپنی مورد استفاده قرار گرفت